# Ватерлоо-талер
Ватерлоо-талер (нім. Waterloo-Taler) — назва пам'ятного союзного талеру Ганноверського королівства 1865, викарбуваного на честь 50-річчя битви при Ватерлоо, в якій на боці переможців брали участь ганноверські війська.
Монета викарбувана за діючими на той момент нормами віденської монетної конвенції, згідно з якою з одного митного фунта чистого срібла (500 г) слід випускати 30 союзних талерів. Номінал і зміст благородного металу вказані на гурті - "30 EIN PFUND F. ~ EIN THALER".
Монета викарбувана тиражем у 15 000 екземплярів. Вона була не тільки пам'ятною, а й донативною, оскільки призначалася для подарунків ветеранам, що виходили на пенсію.